# Vöhringen (Iller)
Vöhringen (Schwaben) este o comună din landul Bavaria, Germania.